# Bastion II „Nowowiejski”
Bastion II „Nowowiejski” – jeden z bastionów rdzenia Twierdzy Kraków, wybudowany w latach 1864–1866, zlokalizowany był pomiędzy dzisiejszymi ulicami Królewską, Pomorską i Łobzowską. Był to fort reditowy, o konstrukcji ziemno-drewnianej, posiadał pięcioboczny narys, ale nie posiadał kaponier ani na czole, ani po bokach. Istotnym elementem fortu była podobna do redity kaponiera wewnętrzna, której zadaniem była obrona fosy wału twierdzy i szyi bastionu. Fort otaczała sucha fosa, a dodatkowym elementem obronnym był dawny wał okopów miejskich zlokalizowany przed fortem. W sąsiedztwie fortu znajdowała się także tzw. Brama Pruska, przez którą prowadziła droga w stronę granicy z Prusami – dzisiejsza ulica Kazimierza Wielkiego i Łobzowska.